# En gång till (album av KSMB)
En gång till är punkgruppen KSMB:s fjärde musikalbum. Albumet, som kom ut under tidigt 1994, gjordes långt efter KSMB:s storhetstid och var på sätt och vis en comebackskiva.

## Låtlista
| Nr  | Titel               | Längd |
| --- | ------------------- | ----- |
| 1.  | Sälj din kropp      | 3:15  |
| 2.  | Osynliga Handen     | 2:43  |
| 3.  | 1X2                 | 4:07  |
| 4.  | Kokt eller stekt    | 2:09  |
| 5.  | Börje & Allan       | 3:44  |
| 6.  | Jag vill byta       | 3:33  |
| 7.  | Blickar av stål     | 3:35  |
| 8.  | Polisen grisen      | 4:36  |
| 9.  | Sex miljoner själar | 4:09  |
| 10. | Syndfullt liv       | 4:12  |
| 11. | Ikväll              | 3:03  |
| 12. | Xtra Xtra           | 4:25  |
| 13. | Prat                | 5:10  |

## Medverkande
- Michael Alonzo - Sång
- Esteban Guiance - Sång
- Peter Ampull - Gitarr
- Mats Larson - Gitarr
- Mats Nilsson - Bas
- Lasse Lundbom - Trummor
- Oscar Holm - Sång
- Robert Wellerfors - Mixing, Digital mastering

## Listplaceringar
| Lista (1994) | Topplacering |
| ------------ | ------------ |
| Sverige      | 27           |